# Ruby da Cherry
Ruby da Cherry, właściwie Aristos Norman Petrou (ur. 22 kwietnia 1990 w Metairie) – amerykański raper, autor tekstów, producent muzyczny, jeden z założycieli wydawnictwa płytowego G*59 Records, a także członek grupy muzycznej Suicideboys.

## Życie prywatne
Aristos urodził się w Metairie. Jego matka jest Amerykanką, ojciec zaś Grekiem cypryjskim, który przybył do Stanów po otrzymaniu stypendium na University of New Orleans, jest byłym trenerem piłkarskim stowarzyszenia w Mount Carmel Academy.
Zainteresowanie muzyką młodego Petrou rozpoczęło się, gdy miał 7 lat, wtedy też zaczął grać na skrzypcach. Gdy miał dziesięć lat próbował swoich sił w grze na perkusji, co poskutkowało dołączeniem do zespołu muzycznego w szkole średniej. Ruby początkowo znalazł się w zespole punkrockowym Vapo-Rats jako jego perkusista. Rozczarowany apatią, którą jego koledzy z zespołu okazywali w kierunku przyszłości zespołu, Petrou odszedł, aby kontynuować karierę w Hip-hopie ze swoim kuzynem Scottem Arceneaux Jr., obecnie znanym jako Scrim. Pracował też w restauracji swojego ojca jako kelner do 2015 roku.

## Kariera
W 2013 Aristos ukończył studia, a jego rodzice kupili mu aparat Canon T3I jako prezent podyplomowy. Edytował wcześniej filmy, ale nie wiedział, jak to zrobić poprawnie, zaczął więc używać Scotta jako przedmiotu testowego. Scott tworzył wówczas mixtape’y dla zabawy i rytmy dla innych artystów.
Tak rozpoczęła się ich współpraca. Scott tworzył projekty poboczne, a Aristos później je modyfikował. Z czasem nabrał pewności co do rapowania i w 2014 utworzyli Suicideboys.
W 2014 wydali swój pierwszy mixtape, Kill Your$elf Part I: The $uicide $aga, od tamtego czasu wydali jeszcze innych 19 mixtape’ów z serii Kill Yourself. Zadebiutowali na listach przebojów albumów Billboard Top R&B / Hip-hop w swoim mixtape’ie Radical $uicide. Album zajął 17 miejsce na liście przebojów i był jednym z ich najbardziej udanych do tej pory dzieł. Niektóre z najbardziej popularnych utworów to „Paris”, „Dead Batteries”, „Magazine”, „2nd Hand” i „O Pana!”. Pod koniec 2017 roku mieli wydać swój debiutancki album I Do not Wanna Die in New Orleans, ale od tego czasu został przełożony.
Ich muzyka została zakwalifikowana jako Dark trap. Najczęstsze tematy ich muzyki to depresja, samobójstwa i śmierć. Pod koniec 2015 Suicideboys dołączyli do Greyscale Tour wraz z artystami: Ramirez, Black Smurf i Jgrxxn. Na początku 2016 dołączyli do raperów Pouya, Fat Nick, Germ i innych artystów podczas trasy koncertowej $outh $ide $uicide Tour. Suicideboys są niezwykle popularni w Europie. Wystąpili w Splash! (festiwal w Niemczech), Woo Hah! (festiwal w Holandii) oraz Blockfest (festiwal w Finlandii).

## Alter ego[5]
Alter ego rapera może mieć różne przepływy, style rapowania i/lub liryczne znaczenie.
| Ruby Da Cherry                          |
| SLAMDUNKASAUR (Jako producent muzyczny) |
| Yung Plauge                             |
| 7th Ward Lord                           |
| 7th Ward Dragon                         |
| 7th Ward Charizard                      |
| James $pleen                            |
| Yung Mutt                               |
| Norman Atomic                           |
| Oddy Nuff da Snow Leopard               |
| Spooky da Scary                         |
| Lil Uzi the Anti-Christ                 |
| Yung $lumber                            |
| Lord of Loneliness                      |
| Yung $now                               |
| Romeo da Black Rose                     |
| Ruby Soho                               |
| Shawty Burn-A-Church                    |
| Lil No Flash                            |
| The $uicidal $hepherd                   |
| Papa Pine                               |
| OG Lion Mane                            |
| Lil Oozing                              |
| Choking Boy                             |
| Prince Mononoke the Frozen Shogun       |
| $nowmane                                |
| Yung Maraschino                         |
| Lil Infected                            |
| Lil Waaaaaa                             |
| Yung Ooze                               |
| Raindrop Walka                          |
| Prince of Tides                         |
| DuckBoy                                 |
| George Washington’s AR-15               |
| Southside Shawty                        |
| 40 Blunts                               |